# Arpsammosiphoum
Arpsammosiphoum es un género de foraminífero bentónico invalidado, aunque considerado perteneciente a la familia Nodosinellidae, de la superfamilia Nodosinelloidea, del suborden Fusulinina y del orden Fusulinida. Su especie tipo era Nodosinella wedmoriensis. Su rango cronoestratigráfico abarcaba desde el Rhaetiense (Pérmico superior) hasta la Actualidad.

## Discusión
Arpsammosiphoum fue propuesto como sustituto de Psammosiphon, el cual había sido  reconsiderado como un anélido. Su especie-tipo ha sido considerada como Schizammina wedmoriensis de la Familia Schizamminidae.

## Clasificación
Arpsammosiphoum incluía a la siguiente especie:
- Arpsammosiphoum wedmoriensis †